# Attagenus punctatus
Attagenus punctatus é uma espécie de insetos coleópteros polífagos pertencente à família Dermestidae.
A autoridade científica da espécie é Scopoli, tendo sido descrita no ano de 1772.
Trata-se de uma espécie presente na Europa, sobretudo centro e sudeste europeu, e Médio Oriente.